# Ich bin dein Gummibär
Ich bin dein Gummibär ist ein Popsong des Produzentenduos Gummibär mit Bezug auf Gummibärchen. Es wurde vom deutschen Komponisten Christian Schneider geschrieben und vom Label Gummybear International veröffentlicht.

## Geschichte
Das Lied wurde erstmals in Ungarn veröffentlicht, wo es acht Monate lang auf Platz eins der Klingeltoncharts stand.
In der Folge wurde es zum globalen Internet-Meme, was zum großen Teil auf die entsprechenden Videos auf YouTube und MySpace zurückzuführen ist. Es wurde seitdem in mindestens fünfundzwanzig Sprachen veröffentlicht und wurde weltweit mehr als zwei Milliarden Mal abgespielt. Die französische Version (Je m’appelle Funny Bear) wurde von Peter Kitsch geschrieben.
Den für die Verwendung als Klingelton vorgefertigten Song kommentierte ein Kritiker: „Er ist das ultimative plattformübergreifende, interkulturelle Phänomen, das YouTube entfesseln soll.“ Es ist auf dem 2007 veröffentlichten Debütalbum I Am Your Gummy Bear zu hören. Seit der Veröffentlichung des Songs wurden viele weitere Songs, darunter ein Cover von Blue (Da Ba Dee), von Gummibär veröffentlicht.

## Musikvideo
Das Musikvideo wurde 2007 zusammen mit dem Charakter des Gummibären zuerst als 30-sekündiges Video von Peter Dodd entworfen.
Es wurden Videos in mindestens 25 Sprachen veröffentlicht, die den Titelcharakter in orangefarbener Unterwäsche, beim Bouncing und beim Breakdance zeigen. Gummibär, der stark stilisierte Charakter, ist bis auf den orangefarbenen Y-Front-Slip und Turnschuhe nackt. Ein kleiner Teil des oberen linken Ohrs fehlt. Die Schnauze des Bären oder der Schnurrbart und der Spitzbart sind verkrustet und haben nur zwei kleine Zähne, die auf seinem Unterkiefer weit voneinander entfernt sind. Das Musikvideo hat seit Mai 2020 über zwei Milliarden Aufrufe auf YouTube und ist damit eines der 50 meistgesehenen Videos auf dieser Plattform.

## Chartplatzierungen
| ChartsChartplatzierungen | Höchstplatzierung | Wochen |
| ------------------------ | ----------------- | ------ |
| Australien (ARIA)        | 12 (11 Wo.)       | 11     |
| Deutschland (GfK)        | 53 (9 Wo.)        | 9      |
| Frankreich (SNEP)        | 8 (18 Wo.)        | 18     |
| Schweden (GLF)           | 11 (17 Wo.)       | 17     |

## Auszeichnungen für Musikverkäufe
| Land/Region               | Auszeichnungen für Musikverkäufe (Land/Region, Auszeichnung, Verkäufe) | Verkäufe  |
| ------------------------- | ---------------------------------------------------------------------- | --------- |
| Vereinigte Staaten (RIAA) | 2× Platin                                                              | 2.000.000 |